# Bankot
Bankot (antic Fort Victoria) és una vila i antic fort de l'Índia a Maharashtra, a la desembocadura del riu Savitri a més de 100 km al sud-est de Bombai. La població és de 17.811 habitants (276 el 1901).
Al començament del segle xviii era un niu de pirates marathes dirigit per Angria, amb el nom Bancoote; fou ocupada pels britanic sota comandament de James, juntament amb Suvarndrug (Severndrug) el 1755 i cedida formalment pels marathes als britànics el 1756 a canvi de la fortalesa de Gheria que aquestos darrers havien ocupat. Bankot fou la primera possessió britànica a l'interior de l'Índia occidental. Fou anomenada Fort Victòria i fou centre de proveiment per Bombai. James Forbes la va visitar el 1771. Fins al 1822 fou la capital del districte de Ratnagiri (llavors districte de South Konkan); va perdre importància posteriorment.